# A Gernsback-kontinuum
A Gernsback-kontinuum (angolul: The Gernsback Continuum) William Gibson novellája. A Universe 11 antológiában jelent meg először 1981-ben. Magyarul a Galaktika magazin 100. számában, illetve az Izzó króm antológiában olvasható Gáspár András fordításában.
A novella címe Hugo Gernsback nevére, a Hugo-díj névadójára utal.

## Történet
|  | Alább a cselekmény részletei következnek! |

A novella főhőse egy fotós, aki megbízást kap, hogy járja be az Egyesült Államokat, és készítsen fotókat az 1930-as évekből megmaradt tárgyakról és épületekről, de leginkább az abból az időből fennmaradt futurisztikus elképzelésekről. A főhős azonban annyira beleéli magát ebbe a munkába, hogy egyszer csak néhány pillanatra egy párhuzamos valóságban találja magát: abban a valóságban, ahol megvalósultak Gernsback korának futurisztikus elképzelései. A tökéletes jövő képe azonban inkább megrémíti.
|  | Itt a vége a cselekmény részletezésének! |

## Megjelenések

### angol nyelven
1. The Gernsback Continuum, Universe 11, Doubleday, 1981[1]
2. The Gernsback Continuum, Burning Chrome, Arbor House, 1986[1]
3. The Gernsback Continuum, Burning Chrome, Gollancz, 1986[1]

### magyar nyelven
1. A Gernsback-kontinuum, Galaktika 100, Móra Ferenc Ifjúsági Könyvkiadó, 1989, ford.: Gáspár András
2. A Gernsback-kontinuum, Izzó króm, Valhalla Páholy, 1995, ford.: Gáspár András
3. A Gernsback-kontinuum, Izzó króm, Valhalla Páholy, 1997, ford.: Gáspár András

## Külső hivatkozások
- Angol nyelvű megjelenések az ISFDB-től
- Magyar nyelvű megjelenések
- A novella teljes szövege angolul